# Романи (зупинний пункт)
Романи (біл. Раманы) — пасажирський залізничний зупинний пункт Мінського відділення Білоруської залізниці на електрифікованій лінії Мінськ — Молодечно між станціями Дуброви та Олехновичі. Розташований у селі Романи Молодечненського району Мінської області.